# Франк, Альфред фон
Альфред фон Франк (нем. Alfred von Franck; 3 марта 1808, Вена — 4 декабря 1884, Грац) — австрийский гравёр, коллекционер, археолог. Брат писателя Густава фон Франка и фельдмаршала Карла фон Франка.
Родился в семье крупного банковского служащего и заметного коллекционера гравюр. Окончил Военно-инженерную академию в Вене (1826). Служил в армии, сперва в 12-м пехотном полку, затем в 1842—1856 гг. занимал должность преподавателя рисунка в Винер-Нойштадтской военной академии, после чего вышел в отставку в чине майора и поселился в Граце. Автор пейзажных, портретных, жанровых, анималистических гравюр. Давал уроки рисования императору Францу Иосифу.
Значительный вклад Франка в археологические исследования — обследование могильника в местечке Кетлах под Глогницем, отчёт о котором (нем. Bericht über die Auffindung eines uralten Leichenfeldes bei Kettlach, unweit Gloggnitz) был опубликован в 1854 году в издании Anzeiger für Kunde der deutschen Vorzeit; по этому отчёту получила своё название кетлахская культура альпийских славян VIII—X веков.

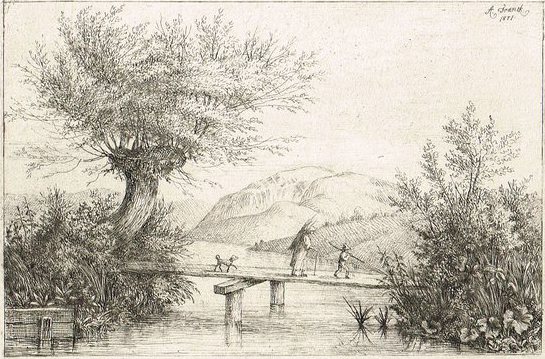
Альфред фон Франк. Речной пейзаж с мостом (1871)

Женился на дочери актёра Венцеля Шольца Каролине. Их дочь Антония (1847—1933), одарённая пианистка-любительница, вышла замуж за офицера и музыканта-любителя Морица фон Кайзерфельда (1839—1909), сына австрийского государственного деятеля Морица Кайзерфельда фон Благатиншегга; супруги Кайзерфельд играли заметную роль в музыкальной жизни Граца, а Мориц вошёл в историю как исполнитель партии второго альта при первом (приватном) исполнении струнного квинтета Op. 88 Иоганнеса Брамса.